# Abborrtjärnen (Skinnskattebergs socken, Västmanland, vid järnvägen)
Abborrtjärnen är en sjö i Skinnskattebergs kommun i Västmanland och ingår i Norrströms huvudavrinningsområde. Sjöns area är 0,04 kvadratkilometer och den är belägen 111 meter över havet.